# Питирим (патријарх Московски)
Патријарх Питирим († 19. априла 1673 , Москва ) — Патријарх московски и целе Русије (јул 1672 — април 1673). Био је близак патријарху Никону и после његовог свргавања био је један од претендената на патријаршијски престо. Међутим, изабран је тек после смрти патријарха Јоасафа II .

## Биографија
Био је родом из града Суздаља, монах суздалског Спасо-Евфимијевског манастира. Од 1650. - архимандрит Спасо-Евфимијевског манастира. Године 1654. премештен је у московски Новоспаски манастир.
Патријарх Никон је 2. децембра 1655. постављен за митрополита сарског и подонског. Митрополит сарско-подонски је имао епархију само на папиру и заправо је играо улогу управника послова под патријархом.
Када је Никон напустио патријаршијски престо, тада је митрополит Сарски почео да испуњава своје дужности, али без титуле патријаршијског места; деловао без односа са Никоном, али „по декрету суверена“.
1662. године, у недељу православља, био је свечано анатемисан од Никона. Важно је напоменути да је једна од „кривица“ које му је Никон теретио била неовлашћено именовање у мају 1661. епископа Мстиславског Методија за старатеља Кијевске митрополије, која је тада била под јурисдикцијом Цариградске патријаршије, уместо Лазара Барановића.
Митрополит Питирим је 5. августа 1664. саборно изабран „у највиши степен новоградског и великолучког митрополита“.
Током суђења Никону, Питирим је био један од непријатеља и тужитеља патријарха, очигледно надајући се да ће заузети патријаршијски престо после Никоновог свргавања. Ипак није успео, Јоасаф је изабран за патријарха.
Тек 7. јула 1672. године био је уздигнут на патријаршијски престо, будући да је већ био веома болестан; Митрополит Јоаким је позван на административне послове. Исте године је у Московском чудотворном манастиру крстио будућег руског цара Петра I.
Заступао је код цара у име племкиње Феодосије Морозове и њене сестре, принцезе Евдокије Урусове, које су биле затворене због „екстравагантне суровости” у одбрани „старе вере”, нудећи цару да јој врати кућу и имање; краљ је сматрао да је предлог неприкладан.
После десет месеци на месту патријарха Питирим умире 19. априла 1673. године. Сахрањен је у Успенском храму Кремља.